# Waldseil
Das Waldseil war ein böhmisches Feld- und Längenmaß.
Festgelegt wurde es 1268 auf königlichen Befehl. Anlass waren die Klagen der Leute, da es viele Betrügereien gab. Als Grundmaß galten vier nebeneinandergelegte Gerstenkörner.
- 1 Waldseil = 42 Ellen (böhm.) = 76 ¾ Pariser Fuß = 24,948 Meter
- 5 Waldseil = 1 Morgen

Die Maßkette war 
- 1 Hube-Feld = 12 Ruten
- 1 Rute = 5 Morgen
- 1 Morgen = 5 Waldseile
- 1 Waldseil = 42 Ellen
- 1 Elle = 3 Spannen
- 1 Spanne = 4 Querfinger
- 1 Querfinger = 4 Gerstenkörner

Die Hube hatte vier verschiedene Größen, die im Verhältnis 12:11:10:8 standen. In der Reihenfolge königliche, geistliche, adlige und bäuerliche fehlte in der Mitte die bürgerliche Hube.
Das Waldseil wurde beim Vermessen von Waldflächen genommen. Daneben gab es auch das Landseil oder das Weinbergseil.